# Rabah Djennadi
Rabah Djennadi, né le 3 juin 1959 à Tizi Ouzou, est un footballeur international algérien. Il évoluait au poste de défenseur.
Il compte 6 sélections en équipe nationale entre 1979 et 1982.

## Biographie
Il a participé à de nombreuses compétitions internationales comme la Coupe du monde junior à Tokyo en 1979 avec la participation de l'Argentine de Diego Maradona, la Coupe d’Afrique des clubs et des nations, et la préparation au mondial senior de 1982, en Espagne.
Il a fait ses classes dans l'équipe de la DNC Alger sous la direction de Mokrane Oualiken avant de passer deux années à la JS Kabylie pour ensuite choisir définitivement l'aventure professionnelle avec le FC Istres, un club du sud de la France puis à l'AC Avignonnais et pour finir à l'US Saint-Malo. 
Djennadi a entamé depuis une carrière d’entraîneur et demeure toujours actif pour servir les jeunes de la région de Provence-Alpes-Côte d'Azur. 

### Carrière d’entraîneur
Diplômes obtenus
- Diplôme  d’initiateur de football délivré par la Fédération française de football
- Diplôme d’entraineur de football délivré par la Fédération algérienne de football (2e degré)

Clubs
- Olympique avignonnais (senior)
- Istres sport (centre de formation)
- Entraîneur-joueur à Saint-Malo
- Cheminots d’Avignon sport (senior)

## Palmarès
- Champion d'Algérie en 1985 avec la JS Kabylie.
- Vainqueur de la Coupe d'Algérie en 1982 avec la DNC Alger.
- Vainqueur de la CAN U20 en 1979 avec l'Algérie.
- Champion PHA Méditerranée en 1988 avec l'Istres FC.
- Champion PHB Méditerranée en 1987 avec l'Istres FC.
- Vainqueur de la Coupe de Provence en 1987 avec l'Istres FC.